# Associazione Calcio Pavia 1982-1983
Questa voce raccoglie le informazioni riguardanti l'Associazione Calcio Pavia nelle competizioni ufficiali della stagione 1982-1983.

## Stagione
Il Pavia allenato da Bruno Baveni nella stagione 1982-1983 ottiene un ottimo sesto posto con 38 punti, nel girone B del campionato di Serie C2, un torneo che ha visto promosse in Serie C1 il Legnano ed il Fanfulla di Lodi. Dopo un'estate memorabile con la conquista del terzo trionfo mondiale dell'Italia, il nuovo allenatore pavese, vuole ed ottiene alcuni giocatori di esperienza, su tutti Renzo Garlaschelli pavese di Vidigulfo, che nel 1974 ha vinto lo scudetto con la Lazio, che segna 8 reti facendo da spalla a un implacabile Santino Pozzi.
Il Pavia parte in ritardo di condizione e con l'amalgama da trovare, nelle prime sette giornate arriva una sola vittoria, poi a dicembre si susseguono tre successi di fila. Nel girone di ritorno il Pavia fa molto bene in casa, cedendo un solo punto al Comunale, al Mira, e così al termine del torneo arriva un discreto sesto posto. Altra soddisfazione stagionale è quella di vedere Santino Pozzi tiratore scelto del campionato, con 18 centri. Nella Coppa Italia di Serie C il Pavia si piazza al secondo posto nel girone C di qualificazione, alle spalle del Derthona qualificato ai sedicesimi di finale

## Rosa
| N. |                   | Ruolo | Calciatore         |
| -- | ----------------- | ----- | ------------------ |
|    | Italia (bandiera) | P     | Maurizio Brevi     |
|    | Italia (bandiera) | C     | Angelo Calzavacca  |
|    | Italia (bandiera) | D     | Franco Campidonico |
|    | Italia (bandiera) | D     | Marino Cantore     |
|    | Italia (bandiera) | D     | Francesco Crotti   |
|    | Italia (bandiera) | C     | Marco Dell'Amico   |
|    | Italia (bandiera) | D     | Antonio Dell'Oglio |
|    | Italia (bandiera) | P     | Leopoldo Fabris    |
|    | Italia (bandiera) | D     | Emanuele Gabban    |
|    | Italia (bandiera) | A     | Renzo Garlaschelli |

| N. |                   | Ruolo | Calciatore          |
| -- | ----------------- | ----- | ------------------- |
|    | Italia (bandiera) | C     | Maurizio Maniscalco |
|    | Italia (bandiera) | D     | Gianfranco Motta    |
|    | Italia (bandiera) | A     | Virginio Negri      |
|    | Italia (bandiera) | D     | Claudio Pirotta     |
|    | Italia (bandiera) | A     | Santino Pozzi       |
|    | Italia (bandiera) | C     | Giacomo Samaden     |
|    | Italia (bandiera) | C     | Claudio Sangiorgio  |
|    | Italia (bandiera) | A     | Giacomo Sapienza    |
|    | Italia (bandiera) | C     | Italo Toscani       |
|    | Italia (bandiera) | C     | Gianni Ungaro       |

## Risultati

### Campionato

#### Girone di andata
| Arbitro: | Fassari (Catania) |

|  |           |               |
|  | Marcatori | 62’ Fortunato |

| Arbitro: | Tarantola (Genova) |

|                            |           |  |
| Tirapelle 45’ Discanni 59’ | Marcatori |  |

| Arbitro: | Pozzati (Alghero) |

|                |           |                         |
| Pozzi 36’, 70’ | Marcatori | 60’ Codarin 69’ Colombo |

| Arbitro: | Barbaraci (Cagliari) |

|               |           |           |
| Valsecchi 13’ | Marcatori | 53’ Pozzi |

| Arbitro: | Picchio (Macerata) |

|                            |           |  |
| Pozzi 51’ Garlaschelli 78’ | Marcatori |  |

| Arbitro: | Pomentale (Bologna) |

|                 |           |                    |
| Fabris 73’, 77’ | Marcatori | 9’ Pozzi 14’ Motta |

| Lodi 31 ottobre 1982 7ª giornata | Fanfulla          | 0 – 0 | Pavia | Stadio Dossenina\| Arbitro: \| Baldacci (Torino) \| |
| Arbitro:                         | Baldacci (Torino) |       |       |                                                     |

| Arbitro: | Dalfovo (Trento) |

|                          |           |                      |
| Maniscalco 37’ Pozzi 71’ | Marcatori | 81’ (rig.) Lucchetti |

| Arbitro: | Carrubba (Siracusa) |

|                   |           |                  |
| Moneta 32’ (rig.) | Marcatori | 67’ (rig.) Pozzi |

| Arbitro: | Falsetti (Roma) |

|  |           |             |
|  | Marcatori | 26’ Masuero |

| Arbitro: | Rosati (Empoli) |

|                 |           |                    |
| Guerra 42’, 77’ | Marcatori | 86’ (aut.) Gervasi |

| Arbitro: | Tuveri (Cagliari) |

|           |           |  |
| Pozzi 67’ | Marcatori |  |

| Arbitro: | Della Rovere (Torino) |

|  |           |             |
|  | Marcatori | 59’ Cantore |

| Arbitro: | Colella (Roma) |

|                |           |  |
| G. Samaden 16’ | Marcatori |  |

| Arbitro: | Vasselli (Roma) |

|                |           |             |
| Dell'Amico 34’ | Marcatori | 37’ Manarin |

| Arbitro: | Mariotti (Pontedera) |

|               |           |  |
| Vendramin 67’ | Marcatori |  |

| Arbitro: | Bettini (Forlì) |

|              |           |  |
| Sapienza 58’ | Marcatori |  |

#### Girone di ritorno
| Arbitro: | Dalfovo (Trento) |

|                                                       |           |           |
| Cozzi 10’ Toscani 12’ (aut.) Marignoli 46’ Baldan 71’ | Marcatori | 63’ Pozzi |

| Arbitro: | Satariano (Palermo) |

|                                                |           |               |
| Pozzi 20’ Garlaschelli 27’, 63’ Maniscalco 40’ | Marcatori | 37’ Tirapelle |

| Arbitro: | Bragagnolo (Torino) |

|                    |           |           |
| Comisso 23’ (rig.) | Marcatori | 41’ Pozzi |

| Arbitro: | Ciaccio (Napoli) |

|                                   |           |                     |
| Garlaschelli 45’ Pozzi 51’ (rig.) | Marcatori | 60’ (rig.) F. Corti |

| Arbitro: | Novi (Pisa) |

|               |           |                |
| Veschetti 10’ | Marcatori | 24’ Calzavacca |

| Arbitro: | Guidi (Bologna) |

|                            |           |               |
| Pozzi 30’ Garlaschelli 42’ | Marcatori | 47’ Peressoni |

| Arbitro: | Creati (Acireale) |

|           |           |  |
| Motta 55’ | Marcatori |  |

| Arbitro: | Greco (Lecce) |

|                          |           |  |
| Seveso 44’ Lucchetti 54’ | Marcatori |  |

| Arbitro: | Pomentale (Bologna) |

|                                 |           |  |
| Garlaschelli 15’, 69’ Pozzi 77’ | Marcatori |  |

| Arbitro: | Ronchetti (Modena) |

|                                  |           |  |
| Ramella 10’ Discepoli 63’ (rig.) | Marcatori |  |

| Arbitro: | Nicoletti (Agropoli) |

|                        |           |            |
| Toscani 42’ Ungaro 84’ | Marcatori | 72’ Guerra |

| Arbitro: | Dal Forno (Ivrea) |

|            |           |  |
| Valori 36’ | Marcatori |  |

| Arbitro: | Greco (Lecce) |

|                  |           |                       |
| Pozzi 53’ (rig.) | Marcatori | 45’ (aut.) Sangiorgio |

| Arbitro: | Ingargiola (Marsala) |

|            |           |                |
| Giorgi 60’ | Marcatori | 26’ G. Samaden |

| Arbitro: | Della Rovere (Torino) |

|                             |           |                                   |
| Zobbio 9’, 49’ Calliman 30’ | Marcatori | 31’ (rig.) Pozzi 57’ Garlaschelli |

| Arbitro: | Barbaraci (Cagliari) |

|                                                   |           |           |
| Dell'Amico 15’ Motta 43’ Pozzi 48’ Sangiorgio 86’ | Marcatori | 84’ Fiori |

| Arbitro: | Padovan (Gorizia) |

|           |           |                          |
| Canal 63’ | Marcatori | 54’ Pozzi 77’ Sangiorgio |

### Coppa Italia

#### Girone C
| Pavia 22 agosto 1982 1ª giornata | Pavia         | 0 – 0 | Alessandria | Stadio Comunale\| Arbitro: \| Isola (Parma) \| |
| Arbitro:                         | Isola (Parma) |       |             |                                                |

| Arbitro: | Scevola (Milano) |

|                                    |           |                                            |
| Medaglia 40’ (rig.) Falsettini 52’ | Marcatori | 4’ Motta 28’ Garlaschelli 86’ (rig.) Negri |

| Arbitro: | Felicani (Bologna) |

|           |           |                            |
| Pozzi 81’ | Marcatori | 12’ Molteni 57’ Riccardino |

| Arbitro: | Ruffinengo (Savona) |

|  |           |                  |
|  | Marcatori | 26’ Garlaschelli |

| Arbitro: | Tuveri (Cagliari) |

|                            |           |                            |
| Crotti 4’ Garlaschelli 13’ | Marcatori | 20’ Colloca 69’ Falsettini |

| Arbitro: | De Santis (Treviso) |

|  |           |                |
|  | Marcatori | 51’ G. Samaden |